# Prix de poésie de la vocation
Le prix de poésie de la vocation ou prix de la vocation en poésie, créé en 1984, est remis annuellement par la fondation Marcel-Bleustein-Blanchet pour la vocation. Doté de 5 000 euros, il récompense un poète de moins de 30 ans en aidant à publier un recueil inédit grâce au soutien des éditions Cheyne.
Le prix de poésie de la fondation fait partie des multiples prix accordés par la fondation chaque année dans le but d'encourager un jeune talent.

## Historique
Depuis 2002, les éditions Cheyneéditent le lauréat du prix de poésie de la vocation en poésie, dans la collection « Prix de la Vocation », couleur bleu roi. Le tirage du recueil est entre 500 et 1 900 exemplaires.
À l'occasion du Printemps des Poètes, les anciens lauréats peuvent être invités lors de rencontres.

## Liste des lauréats

### Années 1980
- 1984 : Jean-Louis Clave pour Vers l'écart antérieur (éditions Obsidiane, 1985)
- 1985 : Paul Le Jeloux pour L'Exil de Taurus, (éditions Obsidiane, 1986)
- 1986 : Emmanuel Moses pour Métiers (éditions Obsidiane, 1987)
- 1987 : non décerné
- 1988 : Andrès Cores pour Cargo (éditions Obsidiane, 1989)
- 1989 : Nimrod Bena-Djangrang pour Pierre et poussière (éditions Obsidiane, 1990)

### Années 1990
- 1990 : Pierre-Jean Memmi pour La Morsure de Céphée (éditions Obsidiane, 1991)
- 1991 : Hervé Micolet pour La Lettre d'été (éditions Obsidiane, 1992)
- 1992 : non décerné
- 1993 : Bruno Szwajcer pour Opus (éditions Obsidiane, 1994)
- 1994 : Olivier Bentajou pour De la danse (éditions Obsidiane, 1995)
- 1995 : Vladimir-André Cejovic pour Les Limbes Orphelins (éditions Obsidiane, 1995)
- 1996 : Carle Coppens pour Poèmes contre la montre (éditions Obsidiane en coédition avec Le Noroît, 1996)
- 1997 : Judith Chavanne pour Entre le silence et l'arbre (éditions Gallimard, 1997) – également prix Louise-Labé
- 1998 : Marc Blanchet pour Poèmes de la Chartreuse (éditions Obsidiane, 1998)
- 1999 : Laurence Werner David pour Éperdu par les figures du vent (éditions Obsidiane, 1999)

### Années 2000
- 2000 : Cédric Demangeot pour Nourrir querelle (éditions Obsidiane, 2000)
- 2001 : Daniel Pozner
- 2002 : Samuel Rochery pour Verrière du mécano transportable (éditions Cheyne, 2002)
- 2003 : Eleusis - Ingrid Mourtialon pour Le Front contre le temps (éditions Cheyne, 2003)
- 2004 : Linda Maria Baros pour Le Livre de signes et d’ombres (éditions Cheyne, 2004)
- 2005 : Déborah Heissler pour Près d'eux, la nuit sous la neige (éditions Cheyne, 2005)
- 2006 : Ophélie Jaësan pour La Mer remblayée par le fracas des hommes (éditions Cheyne, 2006)
- 2007 : Vincent Calvet pour La haute folie des mers (éditions Cheyne, 2007)
- 2008 : Julie Delaloye pour Dans un ciel de février (éditions Cheyne, 2008)
- 2009 : Agnès Birebent pour Anticorps (éditions Cheyne, 2009)

### Années 2010
- 2010 : Lysiane Rakotoson pour Une neige et des baisers exacts (éditions Cheyne, 2010)
- 2011 : Blandine Merle pour Par obole (éditions Cheyne, 2011)
- 2012 : Jean-Baptiste Pedini pour Passant l'été (éditions Cheyne, 2012)
- 2013 : Gaïa Grandin pour Faoug (éditions Cheyne, 2013)
- 2014 : Laura Vazquez pour La main de la main (éditions Cheyne, 2014)
- 2015 : Martin Wable pour Géopoésie (éditions Cheyne, 2015)
- 2016 : Marina Skalova pour Atemnot (souffle court) (éditions Cheyne, 2016)
- 2017 : Jean D'Amérique pour Nul chemin dans la peau que saignante étreinte (éditions Cheyne, 2017)
- 2018 : Célestin de Meeûs pour Cadastres (éditions Cheyne, 2018)
- 2019 : Flora Souchier pour Sortie de route (éditions Cheyne, 2019)

### Années 2020
- 2020 : Manon Thiery pour Réflecteur de la neige (éditions Cheyne, 2020)
- 2021 : Victor Malzac pour Dans l'herbe[7] (éditions Cheyne, 2021)
- 2022 : Alix Lerasle pour Faut-il des murs pour faire une maison ? (éditions Cheyne, 2022)
- 2023 : Andrea Thominot pour On a peur mais ça va (éditions Cheyne, 2023)
- 2024 : Loréna Bur pour Royaume, royaume (éditions Cheyne, 2024)

## Jury
Les membres du jury du prix de poésie sont :
| Nom                 | Qualification                                 | Ancien lauréat |
| ------------------- | --------------------------------------------- | -------------- |
| Fabienne Courtade   | Écrivaine, poétesse                           |                |
| Émilie de Turckheim | Écrivaine                                     | Oui            |
| Stéphane Héaume     | Écrivain, fondateur du prix de Trouville      |                |
| Camille Loivier     | Écrivaine, créatrice de la revue Neige d'août |                |
| Jean-Simon Mandeau  | Chargé de diffusion chez Cheyne éditeur       |                |
| Guillaume Métayer   | Poète, traducteur                             |                |
| Elsa Pallot         | Directrice de Cheyne éditeur                  |                |
| Simon Payen         | Libraire                                      |                |
| Victor Pouchet      | Écrivain                                      |                |
| Lysiane Rakotoson   | Poétesse                                      | Oui            |
| Vincent Vivès       | Écrivain, professeur de littérature française | Oui            |